# Малайская неясыть
Малайская неясыть (лат. Strix leptogrammica) — представитель рода неясытей обитающий в Южной и Юго-восточной Азии.

## Описание
Ареал малайской неясыти растянулся от Индии и Шри-Ланки, до западной Индонезии и южного Китая. Эта средних размеров птица (45—57 см) предпочитает преимущественно прибрежные тропические леса и долины. Верхняя часть тела темно-коричневая, в то время как нижняя бледно-желтая, с коричневыми полосками. Лицевой диск рыжий, с белыми краями. Глаза темно-коричневые. Малайская неясыть — исключительно ночной хищник, и питается мелкими млекопитающими, птицами, рептилиями и рыбой. Период размножения зависит от региона и может варьироваться от января по апрель для Индийских популяций, до конца года в Индонезийских. Гнездятся в дуплах деревьев. Откладывают по 2 яйца.

## Галерея

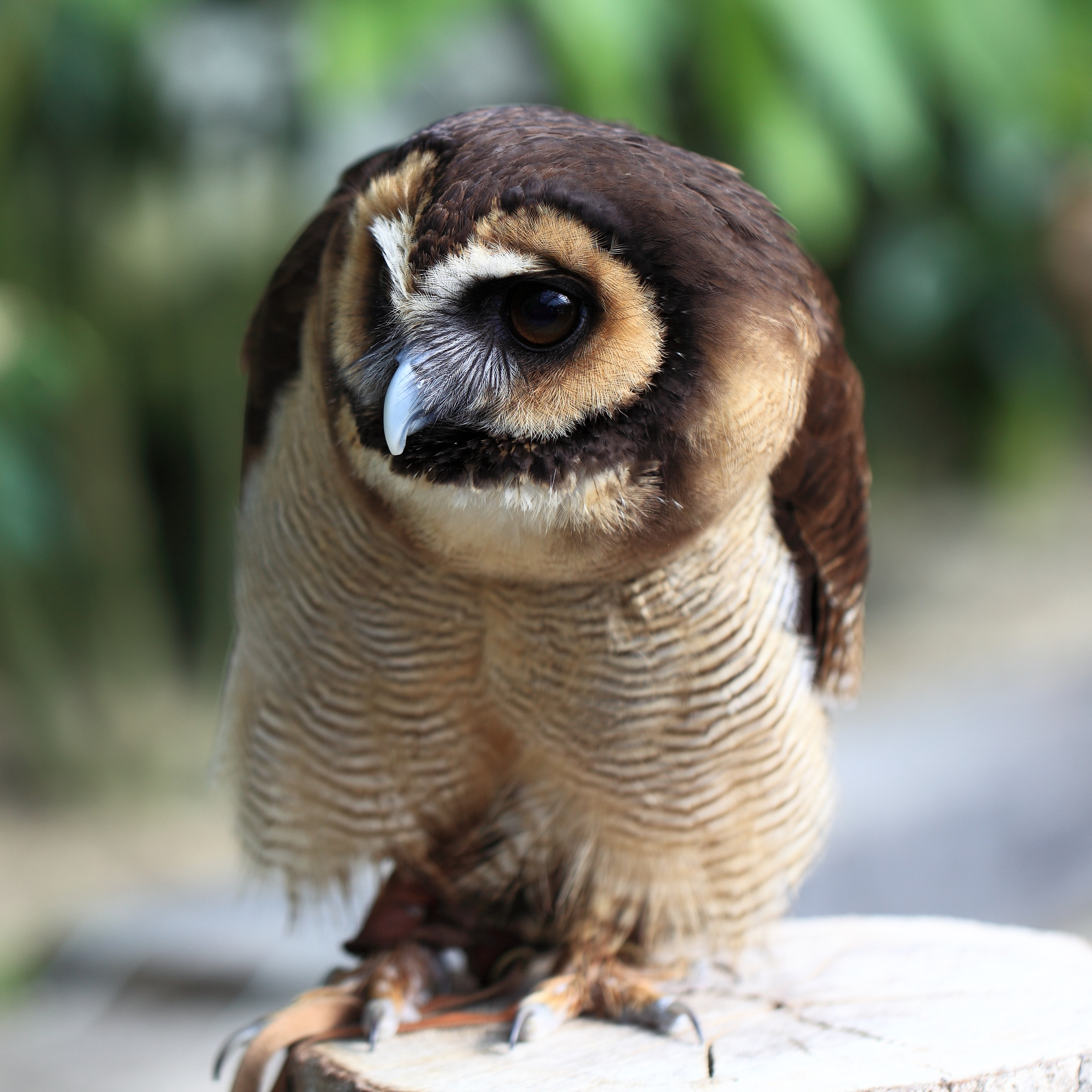
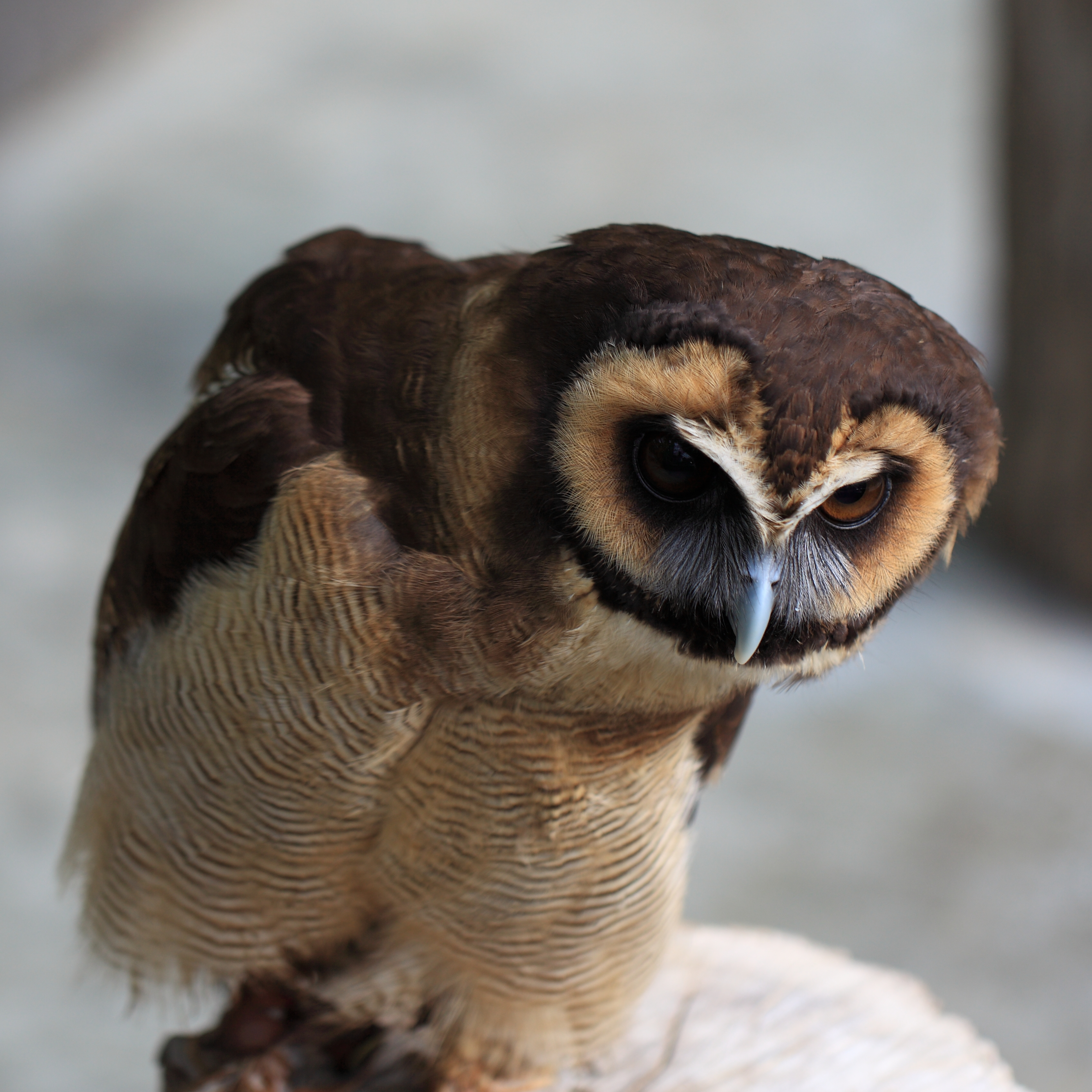
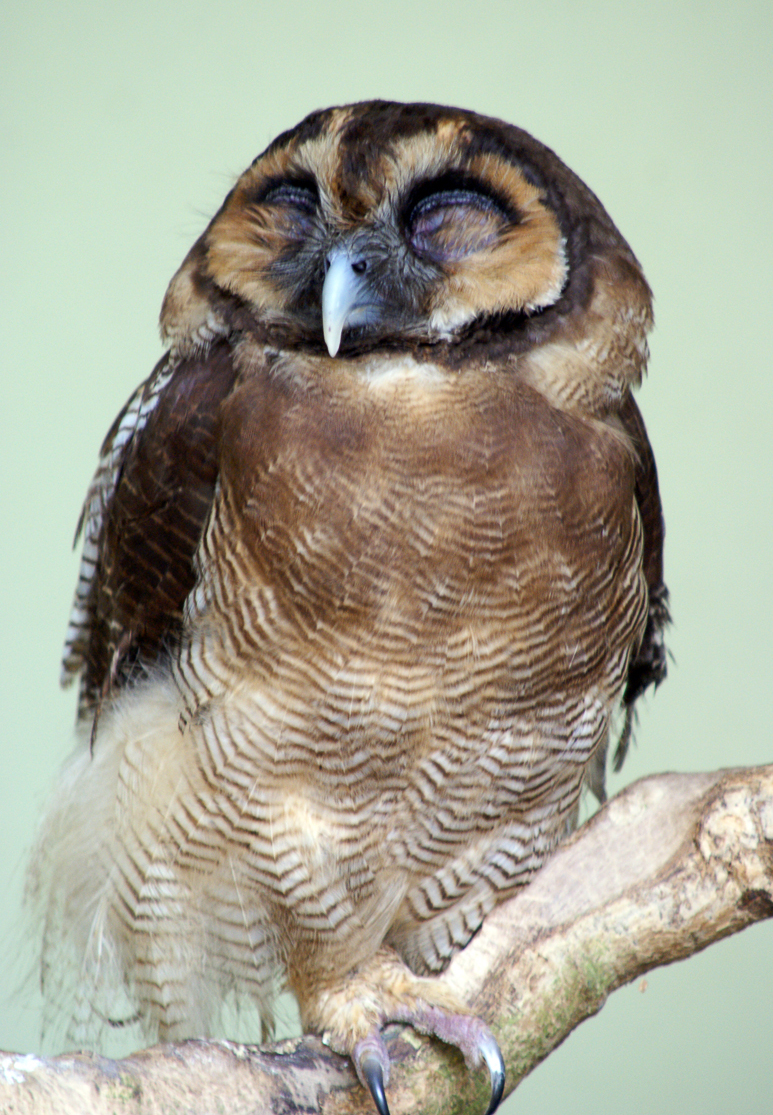
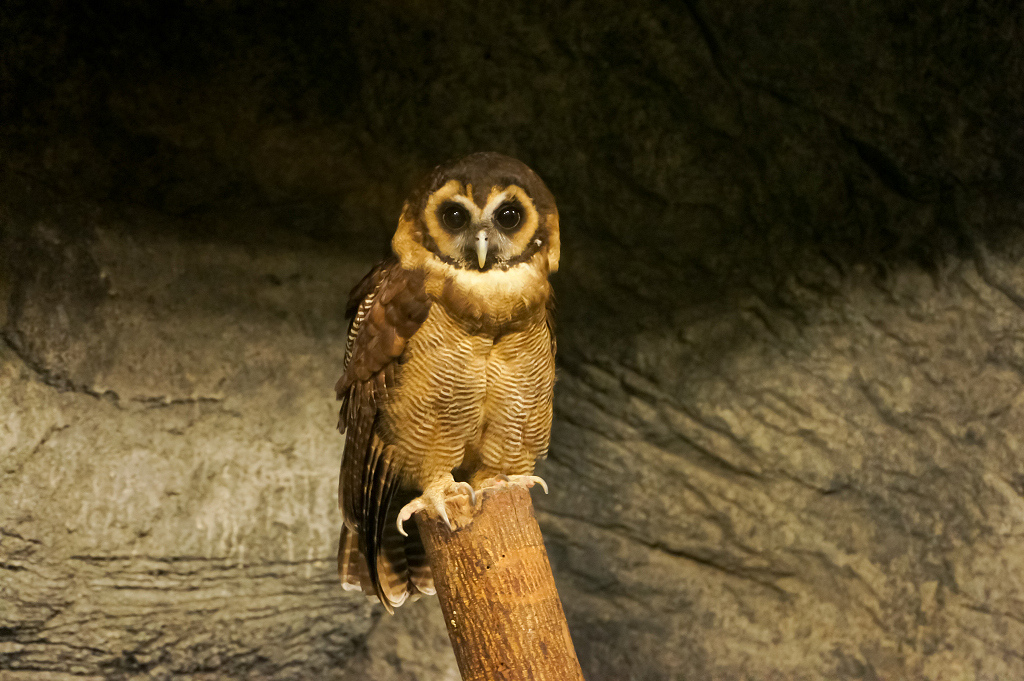